# Сансин
Сансин (яп. 三線, «три струны») — безладовый струнный щипковый инструмент с длинным грифом и корпусом, обтянутым змеиной кожей. Распространён на архипелаге Рюкю.
Использовался в придворной и народной музыке. В XXI веке сансин испытал подъём популярности в Японии и за её пределами как инструмент для окинавской поп-музыки.

## История и название
Китайский инструмент саньсянь, от которого произошёл сансин, пришёл в государство Рюкю в XIV веке, предположительно из Фуцзяни. В 1575 году в дневнике японского чиновника появилось первое письменное упоминание сансина — под названием сяхисэн (яп. しゃひせん). В начале XVIII века сансин стал основным инструментом знати, в 1710 году ван Рюкю Сё Эки учредил пост придворного мастера сансинов. Исполнять музыку на нём могли только знатные мужчины, и за исключением современной фолк-музыки женщины реже на нём играют. На Амами на сансине играли исключительно мужчины.
Спустя два столетия пребывания на Рюкю сансин появился в Японии, где превратился в национальный инструмент сямисэн, заменив биву в качестве инструмента для повествовательных музыкальных жанров и впитав техники игры на ней. На Рюкю в это время появилось несколько знаменитых производителей, разработавших несколько видов сансинов.
На Окинавских островах пожилые часто называют сансин словом «сямисэн»; в остальной Японии используется название «дзябисэн» (яп. 蛇皮線); также имеется региональное названия «санти» (на ёнагунском), а в одной народной песне данный инструмент назван «самисин».
До XX века музыкантов, играющих на сансине, считали лентяями, так как достижение профессионального уровня исполнения требует много времени, которое, по мнению окинавцев, более продуктивно было бы потратить на работу в полях.

## Внешний вид
Сансин структурно очень похож на сямисэн. Он немного короче, чем метровые саньсянь и сямисэн: его обычная длина — 75—85 см, размеры корпуса — 19×18×8 см. Нижний порожек-струнодержатель ума (яп. 駒) у сансина (как и у саньсяня) стоит на двух ножках, в отличие от сямисэна, у которого струнодержатель имеет плоское основание. Подставок под струны у сансина нет.
Гриф (яп. ソー со:) изготавляется из цельного куска махагони либо эбена и почти всегда покрывается лаком. Гриф проходит через корпус и его шип выходит с обратной стороны. Выделенная накладка (яп. トゥーイ ту:и) отсутствует, лицевая сторона грифа слегка выпуклая. Часть грифа над колками отогнута назад, как у сямисэна; верхний порожек (яп. ウトゥガニ утугани) продолжается на все струны, савари отсутствует.
Шёлковые или синтетические струны натягиваются на колки иначе, чем у сямисэна (верхний правый колок держит тонкую струну, а нижний — толстую), но в остальном аналогичны. У амамийского сансина струны жёлтые, у остальных видов — белые. Названия струн, в порядке убывания толщины:
- «мужская» (яп. ウージル у:дзиру),
- «средняя» (яп. ナカジル накадзиру),
- «женская (яп. ミージル ми:дзиру).

Корпус инструмента делают из шелковицы или камфоры. На него натягивают импортируемую из Юго-Восточной Азии кожу питона, но в случае недоступности змеиной кожи может использоваться козья, а также дерево (аналогично готтану), бумага, синтетические ткани и даже парашютный шёлк. После оккупации Окинавы США местные жители стали конструировать музыкальные инструменты, приделывая кабель или парашютные стропы-струны к железным банкам, получившийся инструмент получил название канкара-сансин (яп. カンカラ三線).
Для игры на сансине используется когтеобразный плектр (яп. チミ чими, яп. «цумэ», «коготь») из бычьего или козьего рога, надеваемый на указательный палец; может использоваться также гитарный медиатор и ногти. Длина плектра варьирует от 4,5 для классических стилей и до 9 см в некоторых песенных жанрах. На Яэяме плектр делают из слоновой кости. На островах Амами играют тонким 11—14-сантиметровым бамбуковым плектром, а инструмент настраивают немного выше.
Исполнитель при игре проводит плектром сверху вниз на сильную долю и вверх на слабую. Положение левой руки на грифе обычно не меняется, в отличие от сямисэна; для игры используется три пальца: указательный, средний и мизинец. Аналогично игре на янагава-сямисэне, плектр сансина никогда не ударяет по мембране. На амамийском сансине играют более деликатно и активнее пользуются орнаментацией, исполняемой левой рукой.
Необходимость использования змеиной кожи и дорогих пород дерева делает сансин дорогим в изготовлении, ввиду чего до середины XX века в основном использовался богатыми рюкюсцами.

## Разновидности
Как и у сямисэна, у сансина есть несколько разновидностей, вариант островов Амами имеет значительные отличия от окинавских сансинов. Виды отличаются формой, толщиной и кривизной головки грифа, шпиля и места, где гриф входит в корпус, а также углом между двумя правыми колками. Современные сансины создают в видах макаби (яп. 真壁型 макаби-гата, с тонким грифом) и юна (яп. 与那城型 юнагусику-гата, с толстым грифом).
Кроме того, имеется несколько близкородственных сансину инструментов. Шестиструнный рокусин (яп. 六線) имеет более широкий гриф, у него рядом с каждой «основной» струной находится более тонкая струна, настроенная на октаву выше. Более недавнее изобретение, ладовый итигоитиэ, совмещает черты сансина и гитары, а у ита-сансина и готтана весь корпус выполнен из дерева, без мембраны. Готтан, распространённый на территории бывшего Сацума-хана, ближе к сямисэну. Он имеет длину 75—95 см и три струны с подвижным нижним порожком; его используют исполнители народной музыки Кагосимы и Миядзаки.

## Использование
Звук сансина похож на сямисэн, однако более отрывистый. Сансин играет центральную роль в рюкюской музыке. Популярная пословица гласит: образованный китаец вывешивает в комнате свиток с поэзией, японец — самурайский меч, а рюкюсец выставляет в токонома сансин. На островах Амами считалось, что сансин охраняет семью от невзгод и приносит удачу. Инструмент дал название жанру придворной музыки ута-сансин (яп. 歌三線, «песня и сансин»), однако вокальная партия принадлежит исполнителю, играющему на сансине, во всех жанрах, в которых он используется.
В целом музыка для сансина делится на классическую, народную и популярную. В классический ансамбль, аккомпанирующий танцевальному представлению, входило 2—3 сансина, в XXI веке количество исполнителей не ограничено; на любительских концертах зачастую собирается около 50 исполнителей. Существует две основные исполнительские школы, Номура-рю и Афусо-рю, названные в честь Номуры Антё и Афусо Сэйгэна, а также небольшая школа имени Уэкаты Тансуя, произведения которой исполняют музыканты школы Номуры. И Номура, и Афусо были учениками Тинэна Сэкко, которого в свою очередь учил Якаби Тёки. Тинэн Сэкко сыграл важнейшую роль в становлении классической музыки для сансина.
Окинавская музыка в целом и сансин в частности испытали влияние западной музыки. В 1970-х и 1980-х окинавская нео-традиционная поп-музыка получила широкую популярность в остальной части Японии и распространилась за её пределы.

## Нотация и настройка
Для сансина используется собственная музыкальная нотация кункунси (яп. 工工四) авторства Якаби Тёки, остальные окинавские инструменты используют общеяпонскую нотацию.
Используемые на Рюкю разновидности пентатоники близки к западной гармонии, что способствовало его распространению. Настройку осуществляют в соответствии с одним из четырёх строев (1-й и 2-й значительно более распространены):
- «основной» (яп. 本調子 хон тё:си) — между тонкой третьей и средней второй струнами используется интервал кварта, между второй и первой — квинта,
- «ниагэ» (яп. 二揚) — квинта и кварта,
- «итиагэ» (яп. 一揚) — малая секунда и квинта,
- «санъагэ» (яп. 三揚) — кварта и кварта.